# 京王片倉駅
京王片倉駅（けいおうかたくらえき）は、東京都八王子市片倉町にある、京王電鉄高尾線の駅である。京王西管区所属。駅番号はKO48。

## 歴史
- 1931年（昭和6年）3月20日 - 京王御陵線の片倉駅として開業。
- 1944年（昭和19年）5月31日 - 東京急行電鉄（大東急）に併合。同社御陵線の駅となる。
- 1945年（昭和20年）1月21日 - 御陵線の不要不急線指定により休止。
- 1948年（昭和23年）6月1日 - 東急から京王帝都電鉄が分離。同社の駅となる
- 1967年（昭和42年）10月1日 - 高尾線の京王片倉駅として再開業[2]。
- 2013年（平成25年）2月22日 - 準特急停車駅となる（ただし急行は引き続き通過）[3][4]。
- 2022年（令和4年）3月12日 - 準特急が廃止され、代わって特急の停車駅となる[5][6]。

## 駅構造
相対式ホーム2面2線を有する地上駅である。傾斜地に立地するため、線路は高尾山口寄りは地平、北野寄りは高架となる。改札口は上りホームから一段下にあり、改札口から下りホームに行くには高架下の通路を経由する（エレベーターは専用の跨線橋を設置して整備）。横浜線片倉駅方面から来ると駅舎入り口が見つかりにくいため、高架下をくぐった先で左折するよう案内を掲示している。
なお、国道16号を跨ぐ下り線の鉄橋は、前身の御陵線開業時からのものである。鉄橋の銘板には「昭和五年 株式会社横河橋梁製作所」とある。
かつてトイレは上りホームにあり、ユニバーサルデザインの一環としての「だれでもトイレ」は女性用トイレと兼用になっていたが、2008年度に改札口を入って左手に移転し、「だれでもトイレ」は独立した形で設置された。

### のりば
| 番線 | 路線   | 方向 | 行先                                      |
| ---- | ------ | ---- | ----------------------------------------- |
| 1    | 高尾線 | 下り | めじろ台・高尾・高尾山口方面              |
| 2    | 高尾線 | 上り | 北野・府中・明大前・新宿・ 都営新宿線方面 |

- 上りの各駅停車は次の北野駅で京王八王子駅始発の特急・急行列車に、また特急列車は各駅停車に接続する（一部の列車を除く）。

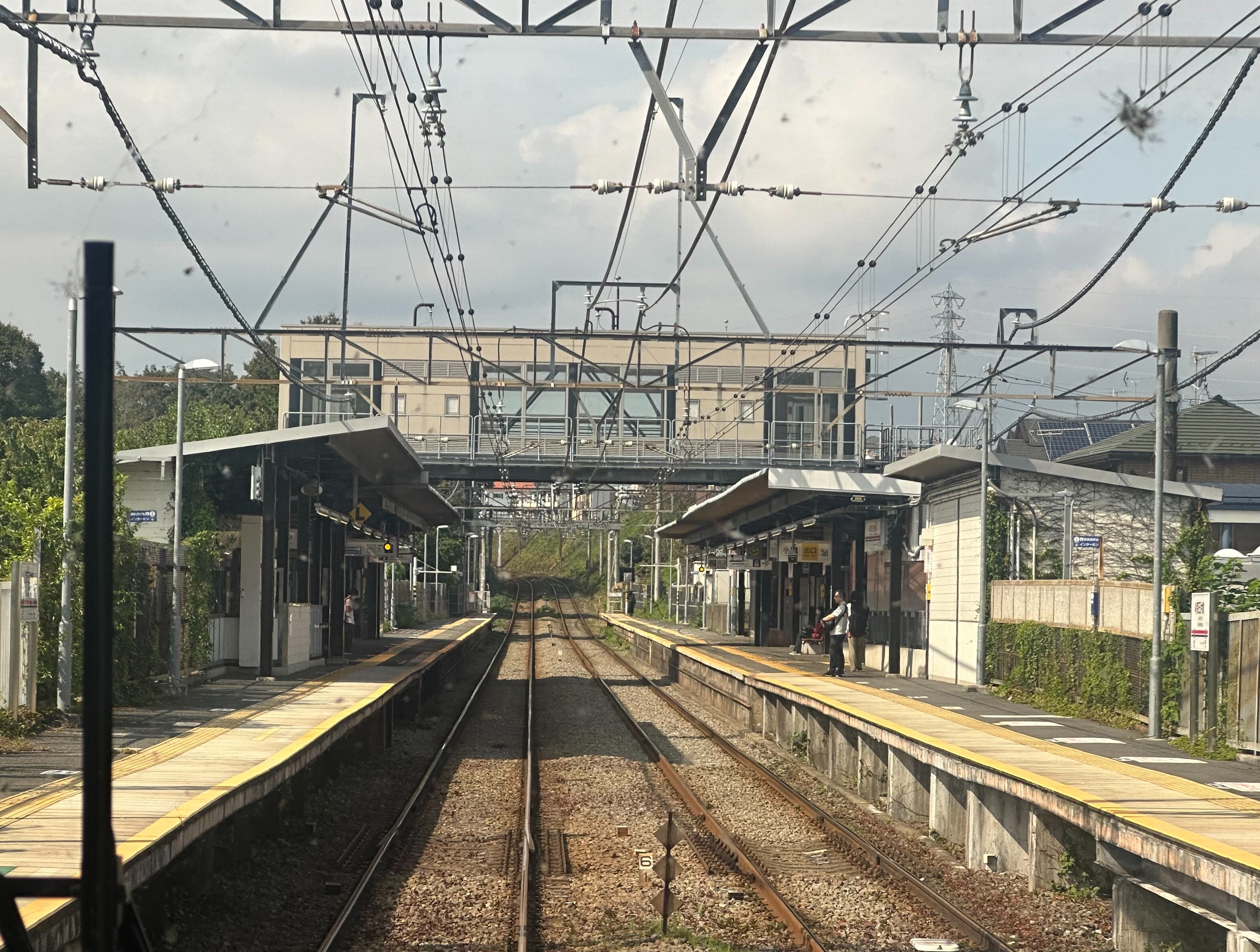
ホーム風景

## 利用状況
2024年度の1日平均乗降人員は5,139人である。
近年の1日平均乗降人員及び乗車人員の推移は下表の通りである。
| 年度               | 1日平均 乗降人員 | 1日平均 乗車人員 | 出典     |
| ------------------ | ---------------- | ---------------- | -------- |
| 1967年（昭和42年） | 535              |                  |          |
| 1970年（昭和45年） | 1,800            |                  |          |
| 1975年（昭和50年） | 2,156            |                  |          |
| 1980年（昭和55年） | 3,159            |                  |          |
| 1985年（昭和60年） | 3,860            |                  |          |
| 1987年（昭和62年） | 4,282            |                  |          |
| 1990年（平成02年） | 3,691            | 1,811            | [ * 1 ]  |
| 1991年（平成03年） |                  | 1,836            | [ * 2 ]  |
| 1992年（平成04年） |                  | 1,822            | [ * 3 ]  |
| 1993年（平成05年） |                  | 1,833            | [ * 4 ]  |
| 1994年（平成06年） |                  | 1,841            | [ * 5 ]  |
| 1995年（平成07年） | 3,819            | 1,880            | [ * 6 ]  |
| 1996年（平成08年） |                  | 1,929            | [ * 7 ]  |
| 1997年（平成09年） |                  | 1,811            | [ * 8 ]  |
| 1998年（平成10年） |                  | 1,871            | [ * 9 ]  |
| 1999年（平成11年） |                  | 1,918            | [ * 10 ] |
| 2000年（平成12年） | 3,883            | 1,945            | [ * 11 ] |
| 2001年（平成13年） | 3,839            | 1,915            | [ * 12 ] |
| 2002年（平成14年） |                  | 1,849            | [ * 13 ] |
| 2003年（平成15年） | 3,787            | 1,880            | [ * 14 ] |
| 2004年（平成16年） | 3,813            | 1,899            | [ * 15 ] |
| 2005年（平成17年） | 4,069            | 1,942            | [ * 16 ] |
| 2006年（平成18年） | 4,034            | 1,997            | [ * 17 ] |
| 2007年（平成19年） | 4,137            | 2,055            | [ * 18 ] |
| 2008年（平成20年） | 4,237            | 2,104            | [ * 19 ] |
| 2009年（平成21年） | 4,219            | 2,096            | [ * 20 ] |
| 2010年（平成22年） | 4,186            | 2,082            | [ * 21 ] |
| 2011年（平成23年） | 4,177            | 2,074            | [ * 22 ] |
| 2012年（平成24年） | 4,433            | 2,200            | [ * 23 ] |
| 2013年（平成25年） | 4,610            | 2,285            | [ * 24 ] |
| 2014年（平成26年） | 4,652            | 2,299            | [ * 25 ] |
| 2015年（平成27年） | 4,699            | 2,325            | [ * 26 ] |
| 2016年（平成28年） | 4,767            | 2,359            | [ * 27 ] |
| 2017年（平成29年） | 4,936            | 2,444            | [ * 28 ] |
| 2018年（平成30年） | 5,069            | 2,496            | [ * 29 ] |
| 2019年（令和元年） | 5,054            | 2,486            | [ * 30 ] |
| 2020年（令和02年） | 3,831            | 1,885            | [ * 31 ] |
| 2021年（令和03年） | 4,261            | 2,112            | [ * 32 ] |
| 2022年（令和04年） | 4,724            | 2,342            | [ * 33 ] |
| 2023年（令和05年） | 5,068            | 2,523            | [ * 34 ] |
| 2024年（令和06年） | 5,139            |                  |          |

## 駅周辺
- 国道16号
- 八王子市役所由井事務所
- 八王子市立由井中学校
- 八王子片倉郵便局
- 八王子子安南郵便局
- 八王子医療刑務所 - 2018年1月に閉所（昭島市の国際法務総合センターへ機能を移転）
- 片倉城跡公園
- 東日本旅客鉄道（JR東日本）横浜線 片倉駅 - 南東に直線距離で約600m、徒歩で約820m（約10分）ほど離れている。正式な乗換駅ではない。
- キャスティング八王子店（釣具店）

### バス路線
最寄り停留所は「片倉城址」である。以下の路線が神奈川中央交通・京王バスにより運行されている。但し、神奈中は国道16号沿い、京王は北野街道沿いに乗り場が設置されている。
- 八77系統：橋本駅北口行・八王子駅南口行（神奈中）
- 八81系統：めじろ台駅行・八王子駅南口行（京王）

## 駅名の由来
所在地の地名による。地名の由来は古来よりカタクリの群生地であったことから。
現駅名は、御陵線休止中の1957年12月28日に当時の日本国有鉄道（国鉄）横浜線に片倉駅が開設されていたため、1967年に高尾線として再開した際に「京王片倉」と改称された。

## 隣の駅
京王電鉄
 高尾線
■急行
通過
■特急・■区間急行・■快速・■各駅停車（区間急行は上り、快速は下りのみ運転）
北野駅 (KO33) - 京王片倉駅 (KO48) - 山田駅 (KO49)

#### 利用状況に関する資料
東京都統計年鑑
1. ↑  東京都統計年鑑（平成2年）
2. ↑  東京都統計年鑑（平成3年）
3. ↑  東京都統計年鑑（平成4年）
4. ↑  東京都統計年鑑（平成5年）
5. ↑  東京都統計年鑑（平成6年）
6. ↑  東京都統計年鑑（平成7年）
7. ↑  東京都統計年鑑（平成8年）
8. ↑  東京都統計年鑑（平成9年）
9. ↑  東京都統計年鑑（平成10年） (PDF)
10. ↑  東京都統計年鑑（平成11年） (PDF)
11. ↑  東京都統計年鑑（平成12年）
12. ↑  東京都統計年鑑（平成13年）
13. ↑  東京都統計年鑑（平成14年）
14. ↑  東京都統計年鑑（平成15年）
15. ↑  東京都統計年鑑（平成16年）
16. ↑  東京都統計年鑑（平成17年）
17. ↑  東京都統計年鑑（平成18年）
18. ↑  東京都統計年鑑（平成19年）
19. ↑  東京都統計年鑑（平成20年）
20. ↑  東京都統計年鑑（平成21年）
21. ↑  東京都統計年鑑（平成22年）
22. ↑  東京都統計年鑑（平成23年）
23. ↑  東京都統計年鑑（平成24年）
24. ↑  東京都統計年鑑（平成25年）
25. ↑  東京都統計年鑑（平成26年）
26. ↑  東京都統計年鑑（平成27年）
27. ↑  東京都統計年鑑（平成28年）
28. ↑  東京都統計年鑑（平成29年）
29. ↑  東京都統計年鑑（平成30年）
30. ↑  東京都統計年鑑（平成31年・令和元年）
31. ↑  東京都統計年鑑（令和2年）
32. ↑  東京都統計年鑑（令和3年）
33. ↑  東京都統計年鑑（令和4年）
34. ↑  東京都統計年鑑（令和5年）

京王電鉄の1日平均利用客数
1. 1 2 3  京王電鉄株式会社. “駅別 一日平均乗降人員”. 2025年6月25日時点のオリジナルよりアーカイブ。2025年6月25日閲覧。
2. ↑  京王電鉄株式会社. “1日の駅別乗降人員”. 2022年6月26日時点のオリジナルよりアーカイブ。2023年6月10日閲覧。
3. ↑  京王電鉄株式会社. “1日の駅別乗降人員”. 2023年6月10日時点のオリジナルよりアーカイブ。2023年6月10日閲覧。
4. ↑  京王電鉄株式会社. “駅別乗降人数” (pdf). 2024年6月27日時点のオリジナルよりアーカイブ。2024年6月27日閲覧。